# 聖フィリプ
ゴルテュスの聖フィリプ（ゴルテュスのせいフィリプ）は、クレタ島ゴルテュスの司教。グノーシス主義者に反対する現在失われている論文の著者であること以外は、ほとんど知られていない。初期キリスト教弁証家として、マルクスアウレリウスの時代にマルキオンに反対して書いていた。